# Vasas-szakadéki 4. sz. barlang
A Vasas-szakadéki 4. sz. barlang a Duna–Ipoly Nemzeti Park területén található egyik barlang. A Visegrádi-hegység hatodik leghosszabb barlangja.

## Leírás
A barlang a Visegrádi-hegységben, Szentendrén helyezkedik el. Kb. 200 m-re van a Vasas-szakadék hasadékrendszerében lévő Vasas-szakadéki 1. sz. barlangtól kelet felé. Közvetlenül a turistaút mellett nyílik. Megközelítését lásd a Vasas-szakadék megközelítésénél. Andezittufában és andezittufa agglomerátumban alakult ki a hasadékbarlang. Telente a mélyedés, amelyben található erősen gőzölög. A barlangot jelenleg nem lehet bejárni, mert a bejárati aknájában a gerendák és a törmelék egy dugót alkotnak. A hossza körülbelül 25 méter volt, a legmélyebb pontja pedig 15 méter mélyen helyezkedett el. A jellege hasonlított a főhasadék barlangjaihoz.
Előfordul a barlang az irodalmában Kőhegyi-barlang (Balogh, Tímár 1956), Kő-hegyi-barlang (Eszterhás 1989), Kőhegyi barlang (Bertalan 1976), Vasas hasadék barlangja (Bertalan 1976), Vasas-hasadék melletti beszakadás, Vasas-szakadék IV.sz. barlang (Eszterhás 1993), Vasas-szakadék barlangja, Vasas-szakadék előtti-barlang, Vasas-szakadéki 4. sz. barlang, Vasas-szakadék melletti barlang (Eszterhás 1989) és Vasas-szakadék üregei neveken is.

## Kutatástörténet
Az 1956. évi Természetjárásban az olvasható, hogy a Vasas-szakadéktól dél–délnyugati irányban helyezkedik el a barlang. Az 1967-ben kiadott Pilis útikalauz szerint a Vasas-szakadék barlangja a Vasas-szakadék Ny-i, meredeken lejtő végében található és 15 m hosszú a mindkét végén nyitott hasadékbarlang, amely eredetileg felül nyitott sziklahasadék volt, de a behullott és összetorlódott sziklatörmelék mennyezetet alakított ki.
Az 1974-ben megjelent Pilis útikalauz című könyvben, a Pilis hegység és a Visegrádi-hegység barlangjainak jegyzékében (19–20. old.) meg van említve, hogy a Pilis hegység és a Visegrádi-hegység barlangjai között van a Vasas-szakadék. A Visegrádi-hegység barlangjait leíró rész szerint a Vasas turistái évtizedekkel ezelőtt a Pomáz felett emelkedő Kő-hegy É-i oldalában tektonikus hasadékot fedeztek fel. A hasadék szakadékszerű és szűk. A mély szakadék úgy tátong, mintha mesebeli óriás éles késsel kettévágta volna a sziklát. Barlang bejárata látható a szakadék meredeken lejtő Ny-i végében. Eredetileg nyílt sziklahasadék volt a Vasas-szakadék három barlangja. Mennyezetüket a felülről behullott és összetorlódott sziklatörmelék hozta létre. A három barlang közül a leghosszabb egy 15 m-es hasadékbarlang, amely mindkét végén nyitott.
Bertalan Károly 1976-ban befejezett kéziratában az olvasható, hogy a Visegrádi-hegységben és a Pilis hegységben, Szentendrén helyezkedik el a Kőhegyi barlang. A Kő-hegy É-i oldalában, a Vasas-szakadék Ny-i (Csepel-forrás felőli) végében, a kocsiúttól néhány m-rel magasabban van szűk bejárati lyuka. A barlang kb. 20 m hosszú és 6–8 m mély. Csúszásos hasadéküreg, amely egy folyosóból áll. A folyosóhoz 4 mellékág csatlakozik. A kézirat barlangra vonatkozó része 2 irodalmi mű alapján lett írva.
A Visegrádi-hegységben és a Pilis hegységben, Szentendrén helyezkedik el a Vasas hasadék barlangja. A Kő-hegy sziklás Ny-i oldalában, a Sándor-forrás felé vezető turistaút felett van bejárata. K-nek néző, 33 m hosszú nyitott szakadék Ny-i végében található a bejárat. A barlang 23 m hosszú és 1 m széles. Andezitagglomerátumban jött létre a csúszási hasadékbarlang. Veszélyes barlang, ezért bejáratához figyelmeztető táblát kell elhelyezni. A kézirat barlangra vonatkozó része 4 irodalmi mű alapján lett írva.
Az 1984-ben kiadott Magyarország barlangjai című könyv országos barlanglistájában szerepel a Szentendre–Visegrádi-hegység barlangjai között két barlang. Az egyik barlangnak Kőhegyi-barlang, a másik barlangnak Vasas-szakadéki-barlang a neve. A listához kapcsolódóan látható a Dunazug-hegység barlangjainak földrajzi elhelyezkedését bemutató 1:500 000-es méretarányú térképen a két barlang földrajzi elhelyezkedése.
Eszterhás István Magyarország nemkarsztos barlangjainak listája című, 1989-ben készült kéziratában az olvasható, hogy a Visegrádi-hegységben, a 4900-as barlangkataszteri területen, Pomázon lévő Vasas-szakadék melletti barlang andezitbreccsában alakult ki. A barlang 15 m hosszú és 10 m mély. A Visegrádi-hegységben, a 4900-as barlangkataszteri területen, Pomázon lévő Kő-hegyi-barlang andezittufában alakult ki. Ez az utóbbi barlang ismeretlen méretű. A listában meg van említve az a Magyarországon, nem karsztkőzetben kialakult, létrehozott 220 objektum (203 barlang és 17 mesterséges üreg), amelyek 1989. év végéig váltak ismertté. Magyarországon 6 barlang keletkezett andezitbreccsában, 7 pedig andezittufában. Az összeállítás szerint Kordos László 1984-ben kiadott barlanglistájában fel van sorolva 119 olyan barlang is, amelyek nem karsztkőzetben jöttek létre.
1989 tavaszán a MÁFI Barlangkutató Csoportja tárta fel, kutatta át és írta le a barlangot. A barlangot és környezetét felmérték. A felfedezést a Magyar Karszt- és Barlangkutató Társulatnak közölték. További feltárómunkát viszont nem végeztek, mivel még jelentős befektetett munkával sem lehetett volna eredményt elérni. Dénes György 1991-ben írt a Vasas-szakadék három barlangjáról. A Kárpát József által 1991-ben írt kéziratban meg van említve, hogy a Kő-hegyi-barlang (Szentendre) 20 m hosszú és 8 m mély. Az Eszterhás István által 1992-ben írt összeállítás szerint nem karsztbarlangok Magyarországon pl. andezitbreccsában vannak (pl. Vasas-szakadék barlangjai).
Az Eszterhás István által írt Magyarország nemkarsztos barlangjainak lajstroma című, 1993-ban készült kézirat szerint a Visegrádi-hegységben, a 4900-as barlangkataszteri területen, Pomázon lévő Vasas-szakadék IV.sz. barlang andezitbreccsában jött létre. A barlang 15 m hosszú és 15 m mély. A Visegrádi-hegységben, a 4900-as barlangkataszteri területen, Pomázon lévő Vasas-szakadék melletti barlang andezitbreccsában jött létre. Ez az utóbbi barlang 15 m hosszú és 10 m mély. Az összeállításban fel van sorolva az a Magyarországon, nem karsztkőzetben kialakult, létrehozott 520 objektum (478 barlang és 42 mesterséges üreg), amelyek 1993 végéig ismertté váltak. Magyarországon 12 barlang, illetve mesterségesen létrehozott, barlangnak nevezett üreg alakult ki, lett kialakítva andezitbreccsában. A Visegrádi-hegységben 33 barlang jött létre nem karsztkőzetben.
Az 1994-ben megjelent Lychnis. Szemelvények a vulkáni kőzetekben keletkezett barlangok kutatásáról című kiadvány szerint a Magyarországon lévő olyan barlangok között, amelyek vulkanikus kőzetben jöttek létre, az 1994. nyári állapot alapján a 30. leghosszabb a Vasas-szakadék IV.sz.barlang (Pomáz). A barlang andezitbreccsában alakult ki, 15 m hosszú és 15 m mély. A kiadvány szerint a Magyarországon lévő olyan barlangok között, amelyek vulkanikus kőzetben jöttek létre, az 1994. nyári állapot alapján a 31. leghosszabb a Vasas-szakadék melletti barlang (Pomáz). A barlang andezitbreccsában alakult ki, 15 m hosszú és 10 m mély. Magyarországon 489, a Visegrádi-hegységben pedig 33 barlang található nem karsztkőzetben. Magyarországon 12 barlang alakult ki andezitbreccsában.
1996-ban Eszterhás Istvánék írtak a barlangról. A 2001. november 12-én készült Magyarország nemkarsztos barlangjainak irodalomjegyzéke című kézirat barlangnévmutatójában szerepel a Vasas-szakadék IV. sz. barlangja. A barlangnévmutatóban fel van sorolva 13 irodalmi mű, amelyek foglalkoznak a barlanggal. A 364. tétel nem említi, a 363. tétel említi.
A 2014. évi Karsztfejlődésben megjelent tanulmányban az olvasható, hogy a Visegrádi-hegység 7. leghosszabb barlangja a 25 m hosszú és 15 m mély Vasas-szakadék IV. sz. barlangja. Atektonikus csuszamlás hozta létre. A szentendrei Cseresznye-hegyen hasonlóak a barlangképződés feltételei, mint a Disznós-árok É-i oldalában. A felszínen lévő durva andezitagglomerátum itt agyagos andezittufára települt, majd a rétegek É felé megdőltek és az időnként átázó andezittufán a fedő rétegek meg-megcsúsznak. A lejtőn csúszó agglomerátumban 70–100 m-es, egymással párhuzamos, illetve ezeket kisebb-nagyobb szögben keresztező hasadékok jöttek létre.
Ezek a hasadékok több helyen felül összezáródtak, így bennük egymás közelében három atektonikus hasadékbarlang, a Vasas-szakadék I. sz. barlangja, a Vasas-szakadék II. sz. barlangja és a Vasas-szakadék III. sz. barlangja található. A Vasas-szakadék IV. sz. barlangja kb. 200 m-re K-re van a Vasas-szakadéki 1. sz. barlangtól. Légmozgás kevés barlangban, leginkább a nagy barlangokban, például a Vasas-szakadék barlangjaiban tapasztalható. A Visegrádi-hegység 101 barlangjának egyike a Szentendrén található Vasas-szakadéki 4. sz. barlang. A publikációhoz mellékelt, a Visegrádi-hegység 10 m-nél hosszabb barlangjainak elhelyezkedését bemutató ábrán látható a barlang földrajzi elhelyezkedése. A helyszínrajzot Eszterhás István szerkesztette.

## További irodalom
- Eszterhás István: Vulkánszpeleológia. A Magyar Karszt- és Barlangkutató Társulat tanfolyami jegyzete. Budapest, 1994. 49 old.